# Алфёровский сельсовет (Московская область)
Алферовский сельсовет — упразднённая административно-территориальная единица, существовавшая на территории Московской губернии и Московской области до 1954 года.
Алферовский сельсовет был образован в первые годы советской власти. По данным 1923 года он входил в состав Куплиямской волости Егорьевского уезда Московской губернии.
В 1925 году к Алферовскому с/с был присоединён Голыговщинский с/с.
По данным 1926 года сельсовет включал село Алфёрово, деревни Алфёрово и Голыговщина.
В 1929 году Алферовский с/с был отнесён к Дмитровскому району Орехово-Зуевского округа Московской области.
30 октября 1930 года Дмитровский район был переименован в Коробовский район.
10 июля 1933 года Алферовский с/с был передан в Егорьевский район.
17 июля 1939 года к Алферовскому с/с был присоединён Анненский с/с (селение Анненка).
14 мюня 1954 года Алферовский с/с был упразднён. При этом его территория была передана в Куплиямский с/с.